# Oscar de melhor história original
O Óscar de Melhor História Original foi concedido da primeira (1927-1928) até a vigésima-nona (1956) cerimônias, com exceção da segunda (1928-1929) e da terceira (1929-1930), em que não houve indicados.
| Ano       | Vencedor                      | Título PT/BR                | Título PT/PT                 | Autor(es)                        | Estúdio        | Outros Indicados                                                                                    |
| --------- | ----------------------------- | --------------------------- | ---------------------------- | -------------------------------- | -------------- | --------------------------------------------------------------------------------------------------- |
| 1927-1928 | Underworld                    | Paixão e Sangue             |                              | Ben Hecht                        | Paramount      | The Last Command                                                                                    |
| 1928-1929 | ----------                    |                             |                              | ----------                       | ----------     | ----------                                                                                          |
| 1929-1930 | ----------                    |                             |                              | ----------                       | ----------     | ----------                                                                                          |
| 1930-1931 | The Dawn Patrol               | Patrulha da Madrugada       | A Patrulha da Alvorada       | John Monk Saunders               | Warner Bros.   | The Doorway to Hell Laughter The Public Enemy Smart Money                                           |
| 1931-1932 | The Champ                     | O Campeão                   | O Campeão                    | Frances Marion                   | MGM            | The Star Witness What Price Hollywood? Lady and Gent                                                |
| 1932-1933 | One Way Passage               | A Única Solução             | O Bilhete de Ida e Volta     | Robert Lord                      | Warner Bros.   | The Prizefighter and the Lady Rasputin and the Empress                                              |
| 1934      | Manhattan Melodrama           | Vencido pela Lei            | O Inimigo Público Número Um  | Arthur Caesar                    | MGM            | Hide-Out The Richest Girl in the World                                                              |
| 1935      | The Scoundrel                 | O Energúmeno                |                              | Ben Hecht/Charles MacArthur      | Paramount      | Broadway Melody of 1936 The Gay Deception                                                           |
| 1936      | The Story of Louis Pasteur    | A Vida de Louis Pasteur     | A Vida de Pasteur            | Pierre Collings/Sheridan Gibney  | Warner Bros.   | San Francisco Fury Three Smart Girls The Great Ziegfeld                                             |
| 1937      | A Star Is Born                | Nasce Uma Estrela           | Nasceu Uma Estrela           | Robert Carson/William Wellman    | United Artists | Black Legion In Old Chicago The Life of Emile Zola One Hundred Men and a Girl                       |
| 1938      | Boys Town                     | Com os Braços Abertos       |                              | Dore Schary/Eleanore Griffin     | MGM            | Blockade Angels with Dirty Faces Test Pilot Mad About Music Alexander's Ragtime Band                |
| 1939      | Mr. Smith Goes to Washington  | A Mulher Faz o Homem        | Peço a Palavra               | Lewis R. Foster                  | Columbia       | Young Mr. Lincoln Bachelor Mother Love Affair Ninotchka                                             |
| 1940      | Arise, My Love                | Levanta-te, Meu Amor        |                              | Benjamin Glazer/John Toldy       | Paramount      | Edison, the Man The Westerner My Favorite Wife Comrade X                                            |
| 1941      | Here Comes Mr. Jordan         | Que Espere o Céu            | O Defunto Protesta           | Harry Segall                     | Columbia       | Ball of Fire The Lady Eve Meet John Doe Night Train to Munich                                       |
| 1942      | 49th Parallel ou The Invaders | Invasão de Bárbaros         | Os Invasores                 | Emeric Pressburger               | Columbia       | The Talk of the Town The Pride of the Yankees Yankee Doodle Dandy Holiday Inn                       |
| 1943      | The Human Comedy              | A Comédia Humana            |                              | William Saroyan                  | MGM            | Destination Tokyo Action in the North Atlantic The More the Merrier Shadow of a Doubt               |
| 1944      | Going My Way                  | O Bom Pastor                | O Bom Pastor                 | Leo McCarey                      | Paramount      | A Guy Named Joe Lifeboat None Shall Escape The Sullivans                                            |
| 1945      | The House on 92nd Street      | A Casa da Rua 92            | A Casa da Rua 92             | Charles G. Booth                 | Fox            | The Affairs of Susan Objective, Burma! A Song to Remember A Medal for Benny                         |
| 1946      | Perfect Strangers             | Longe dos Olhos             | Férias de Casamento          | Clemence Dane                    | MGM            | The Stranger The Strange Love of Martha Ivers To Each His Own The Dark Mirror                       |
| 1947      | Miracle on 34th Street        | De Ilusão Também Se Vive    | De Ilusão Também Se Vive     | Valentine Davies                 | Fox            | La Cage Aux Rossignols It Happened on Fifth Avenue Smash-Up, the Story of a Woman Kiss of Death     |
| 1948      | The Search                    | Perdidos na Tormenta        | Anjos Marcados               | Richard Schweizer/David Wechsler | MGM            | Louisiana Story The Naked City The Red Shoes Red River                                              |
| 1949      | The Stratton Story            | Sangue de Campeão           | Tenacidade                   | Douglas Morrow                   | MGM            | Come to the Stable It Happens Every Spring Sands of Iwo Jima White Heat                             |
| 1950      | Panic in the Streets          | Pânico nas Ruas             | Pânico nas Ruas              | Edna Anhalt/Edward Anhalt        | Fox            | The Gunfighter When Willie Comes Marching Home Mystery Street Riso Amaro                            |
| 1951      | Seven Days to Noon            | Ultimato                    |                              | James Bernard/Paul Dehn          | Boulting Bros. | Here Comes the Groom Teresa Bullfighter and the Lady The Frogmen                                    |
| 1952      | The Greatest Show on Earth    | O Maior Espetáculo da Terra | O Maior Espectáculo do Mundo | F. Frank/T. St.John/F. Cavett    | Paramount      | My Son John The Sniper The Narrow Margin The Pride of St. Louis                                     |
| 1953      | Roman Holiday                 | A Princesa e o Plebeu       | Férias em Roma               | Dalton Trumbo                    | Paramount      | Little Fugitive Above and Beyond The Captain's Paradise                                             |
| 1954      | Broken Lance                  | A Lança Partida             | A Lança Quebrada             | Philip Yordan                    | Fox            | Pane, Amore e Fantasia Night People There's No Business Like Show Business Jeux interdits           |
| 1955      | Love Me or Leave Me           | Ama-me ou Esquece-me        |                              | Daniel Fuchs                     | MGM            | Rebel Without a Cause The Private War of Major Benson Le Mouton à Cinq Pattes Strategic Air Command |
| 1956      | The Brave One                 | Arenas Sangrentas           | O Rapaz e o Touro            | Dalton Trumbo                    | RKO            | The Eddy Duchin Story Umberto D. Les Orgueilleux                                                    |